# Емсдетен
Емсдетен (њем. Emsdetten) град је у њемачкој савезној држави Северна Рајна-Вестфалија. Једно је од 24 општинска средишта округа Штајнфурт. Према процјени из 2010. у граду је живјело 35.759 становника. Посједује регионалну шифру (AGS) 5566008, NUTS (DEA37) и LOCODE (DE EDN) код.

## Географски и демографски подаци
Емсдетен се налази у савезној држави Северна Рајна-Вестфалија у округу Штајнфурт. Град се налази на надморској висини од 45 метара. Површина општине износи 71,9 km². У самом граду је, према процјени из 2010. године, живјело 35.759 становника. Просјечна густина становништва износи 497 становника/km².

## Међународна сарадња
| Мјесто  | Држава    | Врста сарадње | Од    |
| ------- | --------- | ------------- | ----- |
| Хенгело | Холандија | партнерство   | 1991. |
| Хојњице | Пољска    | партнерство   | 1996. |
| Извор   |           |               |       |